# Luboš Knoflíček
Luboš Knoflíček (* 22. dubna 1971 Šardice) je bývalý český fotbalový útočník. Jeho starším bratrem je fotbalový reprezentant Ivo Knoflíček.

## Fotbalová kariéra
Začínal v rodných Šardicích. V lize hrál za FC Baník Ostrava a Bohemians Praha. V české lize nastoupil celkem v 57 utkáních a dal 14 gólů. V nižších soutěžích hrál za Baník Havířov, Most, NH Ostrava, Tatran Poštorná, Drnovice či TJ Sokol Hrušky. Na Slovensku hrál za Partizán Bardejov.

## Ligová bilance
| Ročník                          | Zápasy | Góly | Klub             |
| ------------------------------- | ------ | ---- | ---------------- |
| 1. česká fotbalová liga 1994/95 | 21     | 9    | FC Baník Ostrava |
| 1. česká fotbalová liga 1995/96 | 14     | 3    | FC Baník Ostrava |
| 1. česká fotbalová liga 1996/97 | 9      | 1    | FC Baník Ostrava |
| 1. česká fotbalová liga 1996/97 | 13     | 1    | Bohemians Praha  |
| CELKEM                          | 57     | 14   |                  |